# تشيري باي
تشيري باي (بالإنجليزية: CherryPy)‏ هي مكتبة برمجية لتطوير الويب ببايثون .

## روابط خارجية
- تشيري_باي على موقع Open Hub (الإنجليزية)
- تشيري_باي على موقع Free Software Directory (الإنجليزية)